# Шовчко, Валентина Гавриловна
Валентина Гавриловна Шовчко  (род. 03.08.1941) — бригадир молочной фермы имени 50-летия СССР Чугуевского района Харьковской области, полный кавалер ордена Трудовой Славы (1986).

## Биография
Родилась 3 августа 1941 в селе Яковенково Балаклейского района Харьковской области в семье крестьянина. Украинка.
Детство и юность девочки прошли в окружении старшего брата и младшей сестры. Её отец рано ушёл из жизни (Вале тогда было 14), а мама, Екатерина Карповна, прожила до глубокой старости — до 93 лет.
Трудовую деятельность начала в октябре 1959 года, в 18 лет, дояркой совхоза № 7 в селе Ивановка Чугуевского района. С декабря 1964 по январь 1966 года работала почтальоном отделения почтовой связи в селе Ивановка.
В феврале 1966 года вернулась на работу в совхоз № 7 (позднее – совхоз имени 50-летия СССР), была принята на должность разнорабочей отделения № 1. С декабря 1970 года по май 1973 года трудилась работницей центральной столовой совхоза № 7. С мая 1973 года по февраль 1978 года работала дояркой отделения №1. В 1976 году вступила в КПСС.
В феврале 1978 года была назначена на должность бригадира молочно-товарной фермы.
Указами Президиума Верховного Совета СССР  от 14 февраля 1975 года и от 16 декабря 1980 года Шовчко Валентина Гавриловна награждена орденами Трудовой Славы 3-й и 2-й степени соответственно.
В 1983 году окончила Липковатовский совхоз-техникум.
Указом Президиума Верховного Совета СССР от 7 июля 1986 года за успехи, достигнутые в выполнении заданий одиннадцатой   пятилетки и социалистических обязательств по производству и переработке сельскохозяйственной продукции, Шовчко Валентина Гавриловна награждена орденом Трудовой Славы 1-й степени. Стала полным  кавалером ордена Трудовой Славы.
Таких показателей продуктивности КРС в области, пожалуй, никто не добивался, и наградой за этот трудовой подвиг стало приглашение для беспокойного руководителя среднего звена посетить ВДНХ в Москве и Звездный городок, где ударница общалась с летчиками-космонавтами СССР.
Продолжала работать в том же совхозе, получившим название «Ивановский». С января 1994 года трудилась дояркой, с апреля 1995 года – сезонной работницей отделения № 1. С ноября 1996 года на пенсии.
Избиралась депутатом Чугуевского районного Совета народных депутатов трёх созывов (1975, 1977, 1982).
Живёт в селе Ивановка Чугуевского района Харьковской области.
Удостоена звания «Почётный гражданин Чугуевского района».

## Награды
Награждена орденами Трудовой Славы 1-й, 2-й, 3-й степеней:
3 ст. 14.02.1975 № 15599
2 ст. 16.12.1980 № 5027
1 ст. 07.07.1986 № 445
- медалями, в том числе медалями ВДНХ СССР, знаками «Ударник пятилетки», «Победитель социалистического соревнования»[1].